# Vatnsfjörður (Ísafjarðardjúp)
Il Vatnsfjörður (in lingua islandese: Fiordo del lago) è un piccolo fiordo laterale che si dirama nella sponda meridionale dell'ampio Ísafjarðardjúp, nella regione dei Vestfirðir, i fiordi occidentali dell'Islanda.
Abitato sin dal X secolo, è stato un importante centro di potere nell'Islanda.

## Descrizione
Il Vatnsfjörður è una delle numerose diramazioni del grande fiordo Ísafjarðardjúp ed è compreso nel territorio del comune rurale di Súðavík; è largo solo 1 km e si estende per 1,5 km nell'entroterra. È situato tra il Mjóifjörður a ovest e Reykjarfjörður e Ísafjörður a est.
Nel fiordo è presente una fattoria ancora in attività che ha lo stesso nome Vatnsfjörður; vi si trova inoltre un'antica chiesetta, una delle più antiche chiese di cemento in Islanda. Ci sono inoltre le rovine di tre fattorie abbandonate, Miðhús, Sveinhús e Bosses.
Il lago che entra nel fiordo e gli dà il nome si chiama Sveinshúsavatn.

## Denominazione
La denominazione "Vatnsfjörður", che significa fiordo del lago è abbastanza comune nella lingua islandese. Oltre a questo fiordo viene usata anche per identificare il Vatnsfjörður (Breiðafjörður), un fiordo sulla costa settentrionale del Breiðafjörður.

## Storia
Secondo il Landnámabók, Snæbjörn Eyvindarson diede il nome al luogo quando vi si installò, forse in riferimento a un piccolo lago (vatn) che comunica con il fiordo. Il clan Vatnsfirðingar che dominava nell'area, era uno dei più potenti durante l'Epoca degli Sturlungar nel secolo XIII.

## Scavi archeologici nel Vatnsfjörður
La ricerca archeologica nel Vatnsfjörður si svolge in due siti, i resti del XIX-XX secolo sulla collina della città vecchia e i resti del X secolo a nord del villaggio.
Scopo dello studio è esaminare lo situazione economica e sociale dell'insediamento dall'età vichinga fino al XX secolo, ma si ritiene generalmente che il periodo di massimo splendore del Vatnsfjörður sia stato dall'insediamento fino al XVI secolo.

## Resti del X secolo
La ricerca è iniziata nel Vatnsfjörður nel 2003, quando sono stati scavati fossati esplorativi che hanno dimostrato che i resti archeologici nell'area erano ben conservati. I monumenti del X secolo trovati a nord del prato, una capanna con un lungo focolare al centro, furono i primi resti studiati, ma nell'area circostante sono stati scavati sette edifici, un laboratorio e un ricovero per gli animali. Gli scavi finora hanno investigato solo 15–20 cm dei muri del X secolo. Durante lo studio sono stati trovati molti artefatti: pepite d'oro, aghi d'osso e fibbie per cinture.
Le indagini sulla collina hanno mostrato che l'insediamento era originariamente spostato a sud verso il campo formato da terrazze naturali. I campioni sono stati prelevati dagli strati più bassi degli insediamenti umani nel tumulo della città, profondo circa 1,4 metri, e hanno fornito una stima dell'età intorno all'anno 1000, il che indica che c'è stato un insediamento continuo nel Vatnsfjörður per più di mille anni.

## Accessibilità
La strada S61 Djúpvegur passa tra il fiordo e il lago Sveinshúsavatn.